# Grafmonument van de familie Scholten
Het grafmonument van de familie Scholten is een monumentaal gedenkteken op de Zuiderbegraafplaats in de Nederlandse stad Groningen, dat werd opgericht door en voor de Groninger industrieel Willem Albert Scholten (1819–1892), de grondlegger van het Scholten-concern.

## Beschrijving

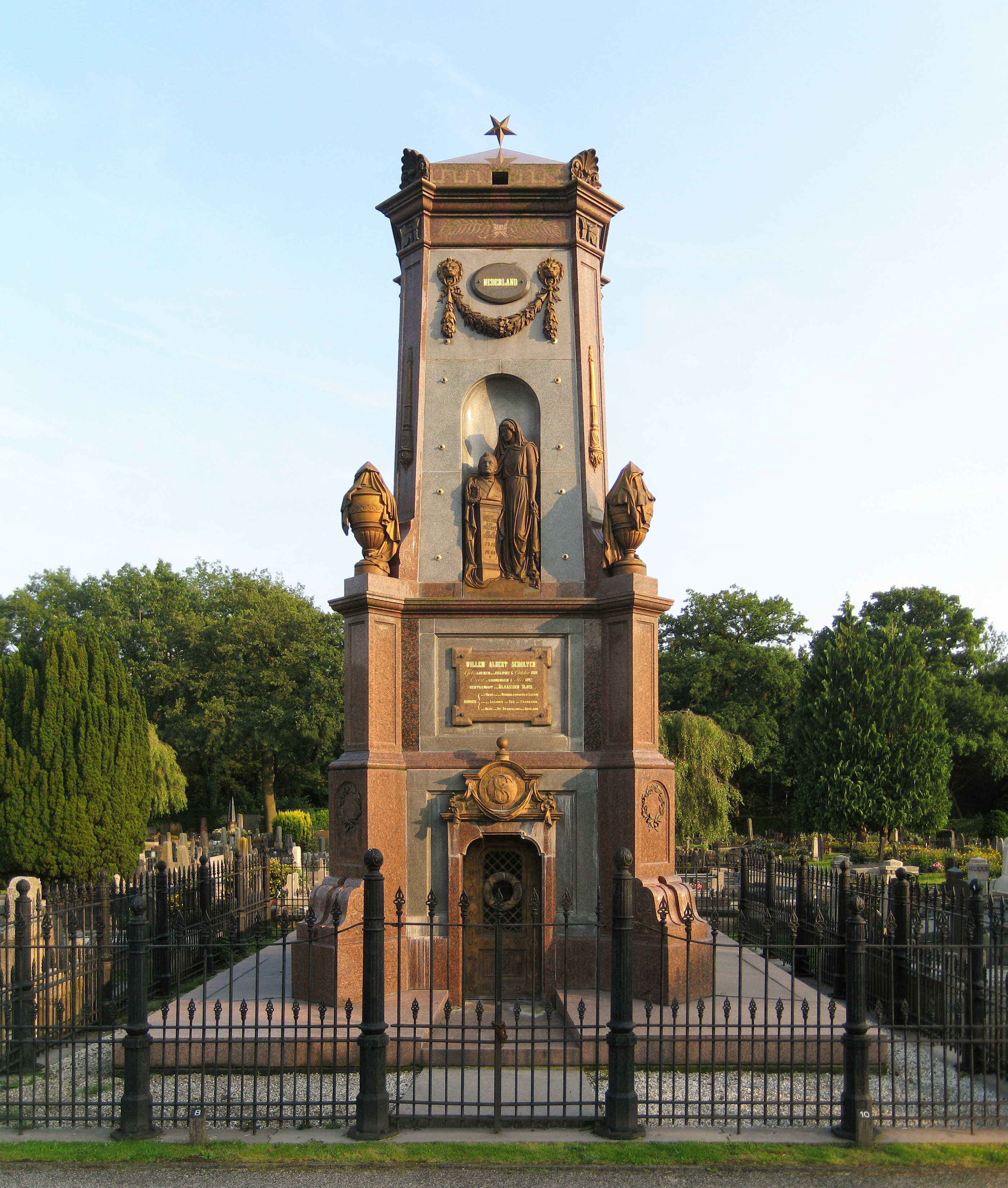
De voorzijde van het grafmonument (2011)

In 1882 besloot W.A. Scholten, dat het uiterlijk van zijn toekomstige graf recht zou moeten doen aan hoe hij zijn maatschappelijke positie zag. Hij vroeg daarom op de Zuiderbegraafplaats 45 grafplaatsen eerste klasse aan (volgens sommige bronnen zelfs 55) ten behoeve van de bouw van een grafkelder. Hij moest zich echter tevreden stellen met 27 grafplaatsen, die bovendien gelegen waren op het tweede klasse-gedeelte van de begraafplaats, omdat in de eerste klasse onvoldoende plaatsen beschikbaar waren. Op de hem toegewezen locatie liet Scholten een door de Arnhemse beeldhouwer P.A. de Leeuw (1833–1909) ontworpen grafmonument bouwen.

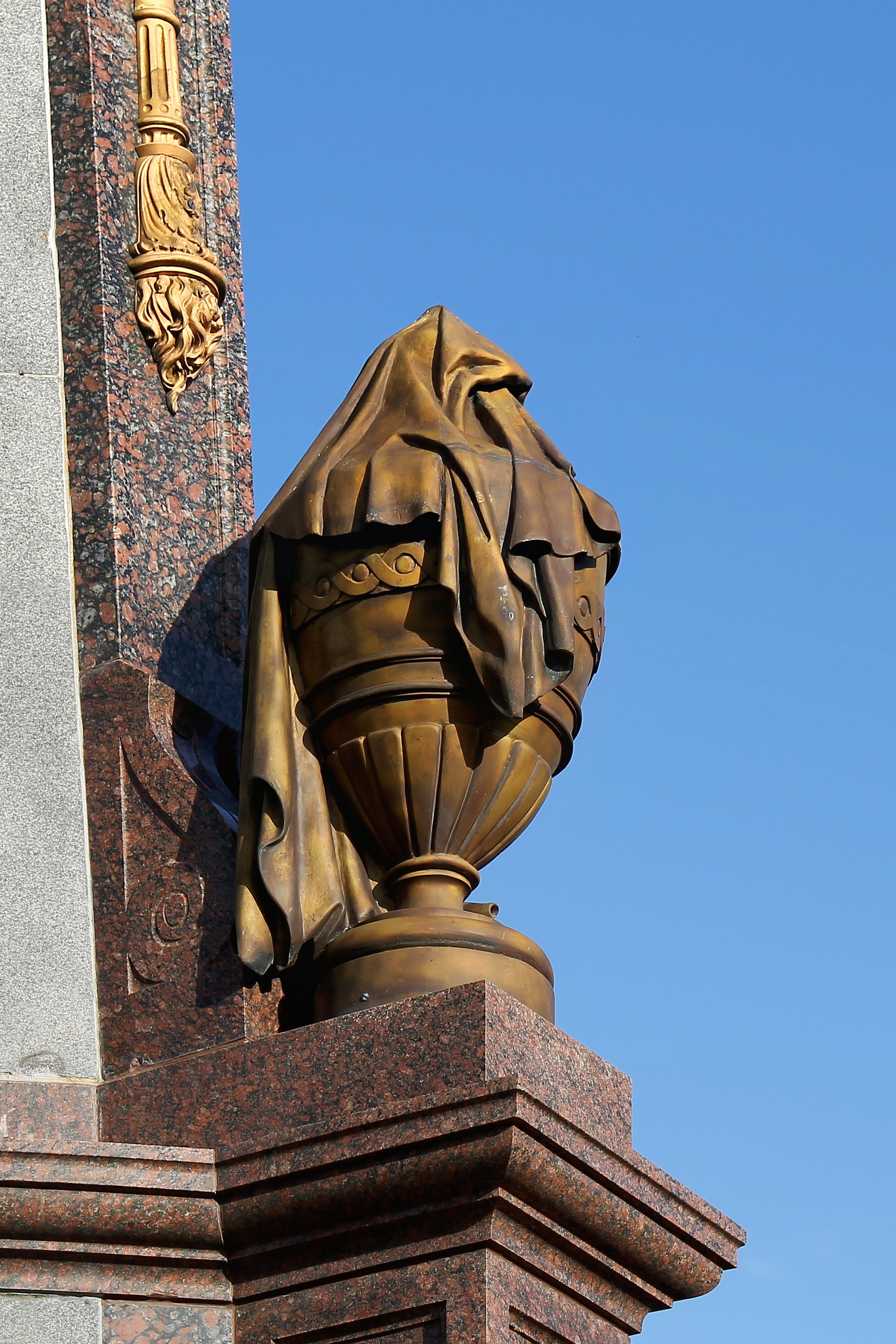
Detail (2011)

Het monument, dat wordt omgeven door een ijzeren hekwerk tussen gietijzeren balusters, bestaat uit een grafkelder met een daarop een hoge graftombe, geplaatst op een basement van lichtroze marmer. De tombe is opgebouwd uit drie naar boven toe smaller wordende gedeelten, die zijn uitgevoerd in grijze en rose marmer. De hoeken van de onderste twee delen bestaan uit zware pilasters, waarop koperen en met rouwsluiers bedekte urnen zijn geplaatst. Op de hoeken van het smallere deel daarboven zijn omgekeerde toortsen aangebracht. De tombe wordt bekroond door een omgekeerde vijfpuntige ster.

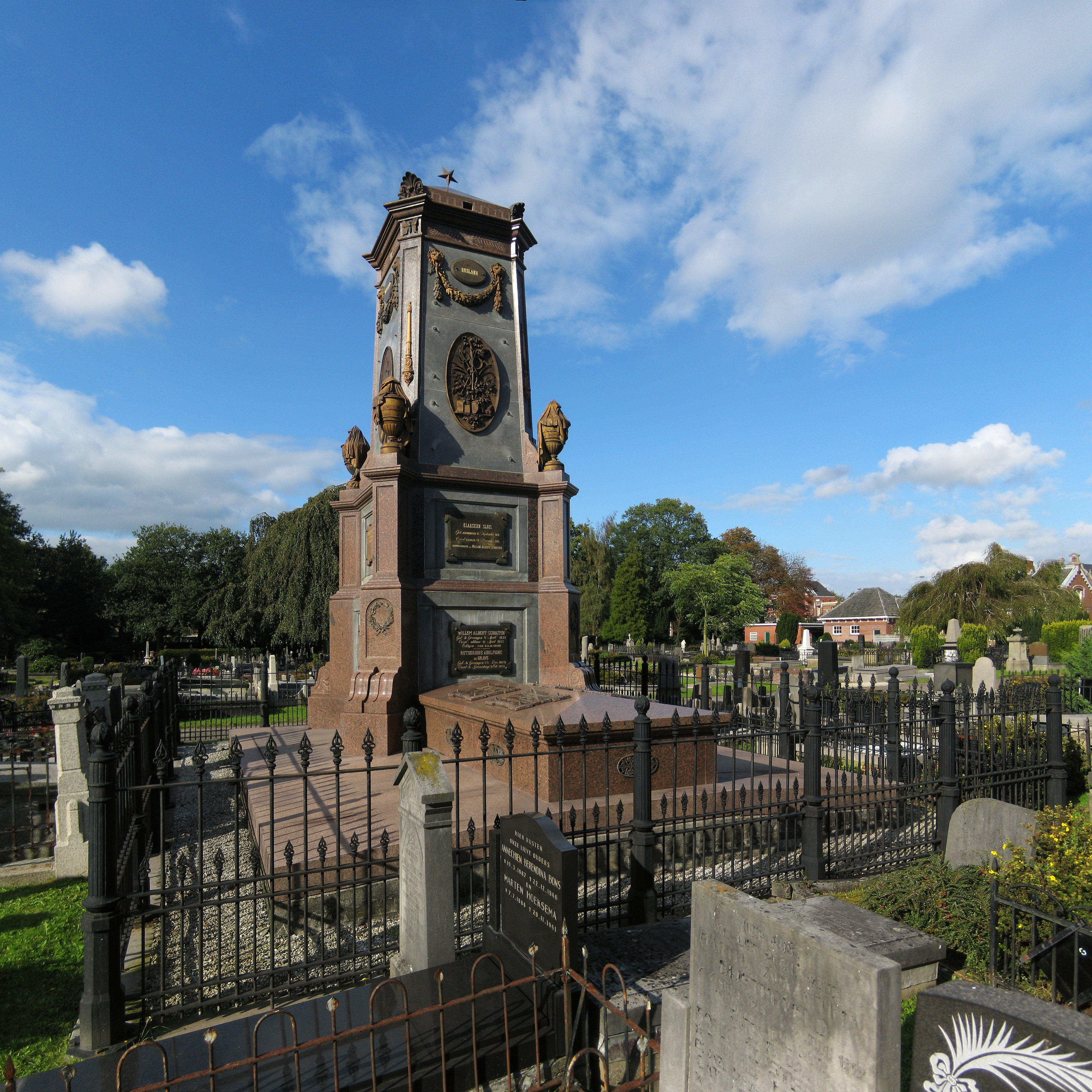
De achterzijde (2011)

De ingang van de grafkelder bevindt zich aan de noordzijde en bestaat uit een zware koperen deur met daarop een rouwkrans. Daarboven is een goudkleurig monogram met de letters FS aangebracht, wat staat voor de Familie Scholten. Boven de ingang is in het hoge smallere gedeelte van de tombe een treurende vrouwenfiguur geplaatst, die haar rechterarm om een buste van W.A. Scholten heeft gelegd. De andere drie zijden van het bovenste deel zijn gedecoreerd met ovaalvormige koperrelïefs, die handel, nijverheid en industrie symboliseren, de economische activiteiten waarmee de familie Scholten zich bezighield. De landen waarin dit gebeurde, zijn eveneens vermeld. Aan de zuidzijde is de tombe uitgebouwd met een liggend gedeelte, dat ook uit roze marmer is vervaardigd en waarin koperen ventilatieroosters zijn geplaatst.
Op het monument zijn gedenkplaten aangebracht voor de volgende personen:
| Willem Albert Scholten (1819–1892) x Klaaszien Sluis (1821–1893) | Jaantje Scholten (1848–1849)                                 | Jaantje Scholten (1848–1849)                                                   | Jaantje Scholten (1848–1849)                                                           | Jaantje Scholten (1848–1849) |
| Willem Albert Scholten (1819–1892) x Klaaszien Sluis (1821–1893) | Jan Evert Scholten (1849–1918) x Geessien Mulder (1852–1944) | Willem Albert Scholten (1871–1932) x Rutgerdine Adolphine de Grave (1879–1953) | Willem Albert Scholten (1900–1926) x Erika Annelouise Augusta van der Goot (1901–1930) |                              |
| Willem Albert Scholten (1819–1892) x Klaaszien Sluis (1821–1893) | Jan Evert Scholten (1849–1918) x Geessien Mulder (1852–1944) | Willem Albert Scholten (1871–1932) x Rutgerdine Adolphine de Grave (1879–1953) | Jan Evert Scholten (1903–1906)                                                         |                              |
| Willem Albert Scholten (1819–1892) x Klaaszien Sluis (1821–1893) | Jan Evert Scholten (1849–1918) x Geessien Mulder (1852–1944) | Magrieta Sophia Jantina Scholten (1872–1956)                                   |                                                                                        |                              |
| Willem Albert Scholten (1819–1892) x Klaaszien Sluis (1821–1893) | Jan Evert Scholten (1849–1918) x Geessien Mulder (1852–1944) | Johan Evert Scholten (1875–1875)                                               |                                                                                        |                              |
| Willem Albert Scholten (1819–1892) x Klaaszien Sluis (1821–1893) | Jan Evert Scholten (1849–1918) x Geessien Mulder (1852–1944) | Johan Bernard Scholten (1882–1966)                                             |                                                                                        |                              |
| Willem Albert Scholten (1819–1892) x Klaaszien Sluis (1821–1893) | Albert Willem Scholten (1850–1851)                           |                                                                                |                                                                                        |                              |

Het grafmonument is in 1992 gerestaureerd in opdracht van het J.B. Scholtenfonds. Twee jaar later werd het aangewezen als rijksmonument, "vanwege zijn cultuurhistorische en kunsthistorische waarde, vanwege de rijke ornamentiek en de toegepaste materialen en vanwege de sociaal-economische en maatschappelijke betekenis van de figuur van W.A. Scholten voor stad en provincie Groningen".